# Catálogo Liberiano
O Catálogo Liberiano (em latim: Catalogus Liberianus) é uma lista de papas — designados bispos de Roma — e terminando no Papa Libério (m. ca. 366 d.C.), de quem tomou emprestado o nome. A lista fez parte de um manuscrito iluminado conhecido como Cronologia de 354 e é um documento fundamental para a nossa compreensão do Cristianismo primitivo. A lista relata a duração de cada um dos pontificados, as datas consulares correspondentes, os nomes dos imperadores reinantes e, em muitos casos, outros detalhes também.
O Catálogo é claramente uma obra de alguém que se utilizou de textos ainda mais antigos. Já se sugeriu que ele depende majoritariamente numa obra do bispo Hipólito de Roma (m. c. 235 d.C.), sua hoje perdida "Chronica". 
O texto original não sobreviveu e o conhecemos apenas por cópias posteriores.

## Anomalias noCatálogo Liberiano
George Edmundson demonstrou uma série de anomalias. "As mortes de São Pedro e São Paulo foram apresentadas como tendo ocorrido em 55 d.C. Clemente sucedeu Lino em 67 d.C. e Anacleto, o verdadeiro sucessor de Lino, está duplicado e segue Clemente, primeiro como Cleto e então como Anacleto. A morte de Clemente foi preservada como tendo ocorrido dezesseis anos antes de ele ter se tornado bispo de acordo com a data mais aceita que recebemos". E os erros não se restringiram aos pontificados do primeiro século. A fonte utilizada por Hipólito não é precisa sequer sobre o Papa Pio I que, nas palavras preservadas do Fragmento Muratori, "…viveu muito recentemente, em nosso próprio tempo". Hegésipo e Ireneu, ambos estando em Roma por algum tempo após a morte de Pio, apresentam a ordem de sucessão como sendo Pio, Aniceto, Sotero e Eleuterio. O Catálogo transforma Pio em sucessor de Aniceto ao invés de seu predecessor. Segundo a Enciclopédia Católica, alguns destes erros podem ser apenas erros dos copistas.